# Templul Popoarelor

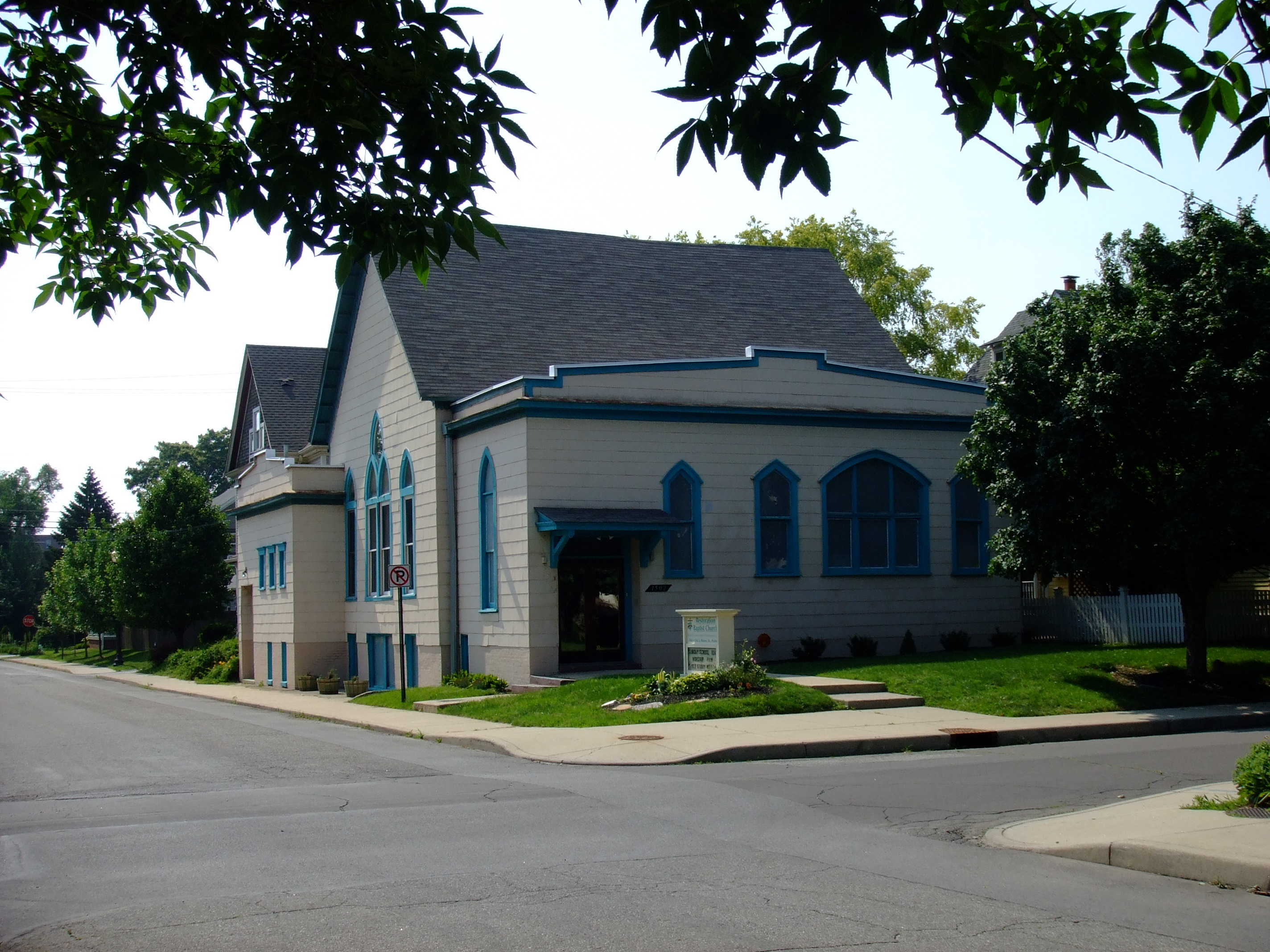
Primul lăcaş de cult a lui Jim Jones în Indianapolis, Indiana

Templul Popoarelor a fost o sectă înființată în anul 1955 de Jim Jones.
Este faimoasă pentru evenimentele de la 18 noiembrie 1978 când au murit 909 persoane, din care majoritatea s-au sinucis, restul fiind omorâți.
Printre victime s-a numărat și Leo Ryan, congressman al Statelor Unite.